# ジェームズ2世 (イングランド王)
ジェームズ2世（James II, 1633年10月24日 - 1701年9月16日、在位：1685年2月6日 - 1688年）は、イングランド・スコットランド・アイルランドの王。スコットランド王としてはジェームズ7世、イングランド王・アイルランド王としてはジェームズ2世。3王国にとってジェームズは、歴史上最後のカトリック信仰を有する国王となった。
ウィリアムとメアリーでなくジェームズこそ正統なる王であるという人々はジャコバイトと呼ばれ、ジャコバイト運動はたびたび名誉革命体制イングランドを脅かした。ジェームズの死後、ジャコバイトはジェームズの息子ジェームズ老僭王を推戴して活動を続けた。
かつてジェームズ7世／2世は、イギリス史のなかでカトリック絶対王政を目論んだ悪役として描かれていたが、1970年代の歴史学界の変化、および名誉革命300周年を迎えた1989年前後の研究などにより、従来の悪役像を否定する方向にシフトしつつある。

## 生涯

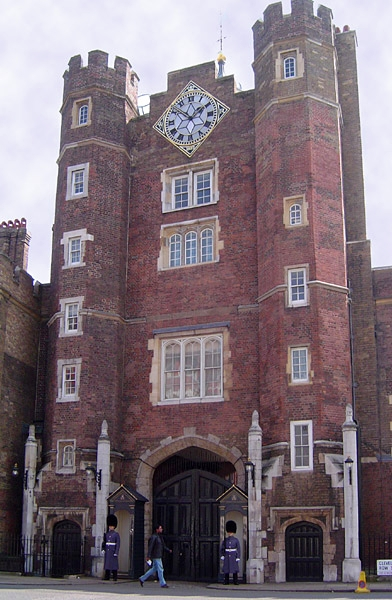
ジェームズが生まれたセント・ジェームズ宮殿。16世紀にヘンリー8世によって建造されたもので、ロンドン市内の最も古い宮殿のひとつである

### 少年期
1633年、チャールズ1世とフランス王アンリ4世の娘ヘンリエッタ・マリアとの間に生まれた。兄にチャールズ2世、弟にグロスター公ヘンリー、姉にオランダ総督・オラニエ公ウィレム2世妃メアリー・ヘンリエッタ、妹にエリザベス、オルレアン公フィリップ1世妃ヘンリエッタ・アンがいる。フランス王ルイ14世は母方の従弟で、イングランド王兼オランダ総督ウィリアム3世は甥に当たる。
1640年、7歳の時に清教徒革命（イングランド内戦）が始まると、一家で王党派の拠点オックスフォードに移り、その最中の1644年、11歳でヨーク公に叙された。内戦は国王側の敗北に終わり、オックスフォードも1646年に陥落した。ジェームズはセント・ジェームズ宮殿に監視つきで幽閉されたが、幾度も脱出を試みた。1648年、15歳のジェームズは長老派の一人コロネル・バンプフィールドの助力を得て、女装してオランダのハーグへと逃れた。
1649年に父は議会派に処刑され、王党派はジェームズの兄チャールズ2世を次期国王に推した。チャールズはスコットランドとアイルランドでは王として認められ、スコットランドのスクーンで1651年に戴冠した。しかし共和政イングランドはステュアート家を敵視しており、イングランド王位を得ることはかなわなかった。さらにオリバー・クロムウェルによってスコットランドは制圧され、ステュアート一族はフランスに亡命した。

### 亡命時代
フランスに渡った後、ステュアート一家はヨーロッパ各地を転々とした。チャールズとジェームズの兄弟は、まずフランスでテュレンヌ将軍のもとで軍人として生計を立て、ジェームズはフロンドの乱でテュレンヌの軍に合流して反乱軍と戦った。続いてジェームズ23歳の1656年、2人は生活のためスペイン軍指揮官のコンデ公ルイ2世について各地を転戦、フランス・スペイン戦争でジェームズはスペイン領ネーデルラントでフランス軍と交戦、1658年の砂丘の戦いでコンデ公の軍に加わり、テュレンヌ率いるフランス軍と交戦した。テュレンヌやコンデ公は、ジェームズの軍人としての才能を高く評価している。
兄弟は復位の可能性を求めて列強の国々を巡ったが、三十年戦争などで疲弊したヨーロッパ諸国に兄弟を助ける余力などなく、むしろ護国卿政イングランドと友好関係を築こうとさえしていた。

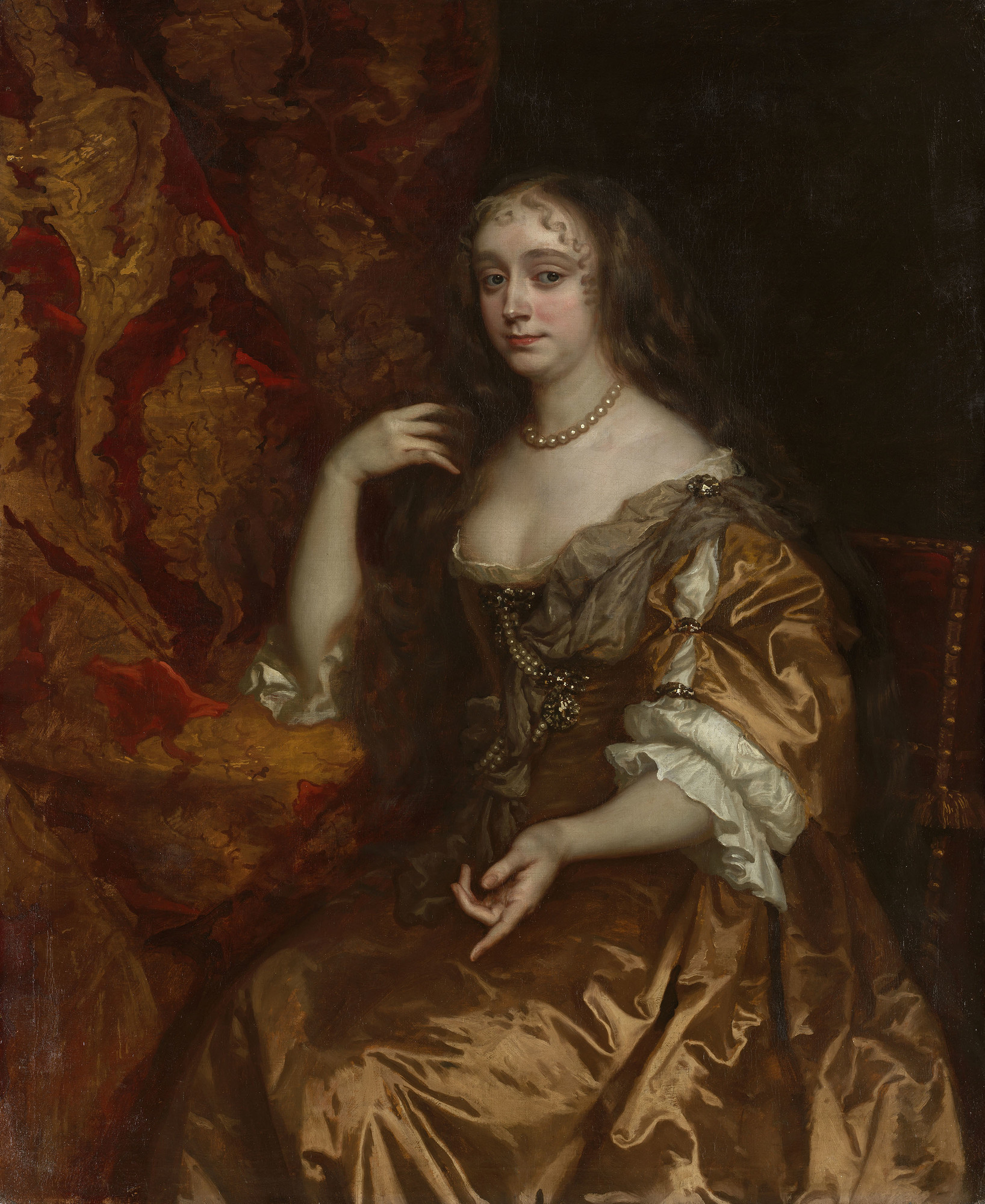
最初の妃アン・ハイド。ジェームズが即位する前に死去したが、彼女の所生の2王女メアリーとアンは名誉革命でジェームズが廃位された後にイングランド女王として次々に即位した。

1660年にクロムウェルの死去に伴いイングランド護国卿政が瓦解すると、チャールズ2世はブレダ宣言を発してイングランド王位に即き、ジェームズも故国の土を踏んだ。兄チャールズ2世には庶子は多くても嫡出子がなく、ジェームズが推定王位継承者となった。1660年9月、26歳のジェームズは兄の腹心のエドワード・ハイドの娘アンと結婚した。ハイドは後にクラレンドン伯爵に叙されるが当時はまだ平民であり、イギリスではこのアンが平民の娘として次代の王位継承予定者に嫁した初例となった。
ジェームズはヨーク公に加えてオールバニ公と海軍総司令官の称号も得てイングランド海軍を束ね、第2次・第3次英蘭戦争（1665–67年、1672–74年）にたずさわった。海軍総司令官在任中はサミュエル・ピープスと組んで海軍再建に尽力、第2次英蘭戦争では初代サンドウィッチ伯爵エドワード・モンタギューと父方の従兄カンバーランド公ルパートと共に1665年のローストフトの海戦でオランダ艦隊に大勝利を飾った。後継者を失うことを恐れた兄の命令で後方に回され、1665年以降は海戦から遠ざかったが、第3次英蘭戦争で海軍に復帰して再度オランダ艦隊と交戦した。1672年のソールベイの海戦で敗北を喫し、翌年の政争で海軍総司令官を辞任してルパートに交代したため、以後は海戦に参加していない。
1664年に北アメリカに派遣されたイングランド軍がオランダのニューネーデルラント植民地を占領したことを受けて、イングランドはこれを新たにニューヨーク植民地としたうえでジェームズに与えた。またその際、ジェームズの栄誉を称えて港湾都市ニューアムステルダムをヨーク公にちなんでニューヨークに、ハドソン川上流の都市フォートオレンジをオールバニ公にちなんでオールバニに改称している。このニューヨーク植民地は今日のニューヨーク州に加えて、ニュージャージー州・デラウェア州・バーモント州の版図とコネチカット州・マサチューセッツ州・メイン州の一部を含む広大なものだった。
この頃のジェームズは王立アフリカ会社の筆頭理事も務め、奴隷貿易に従事した。

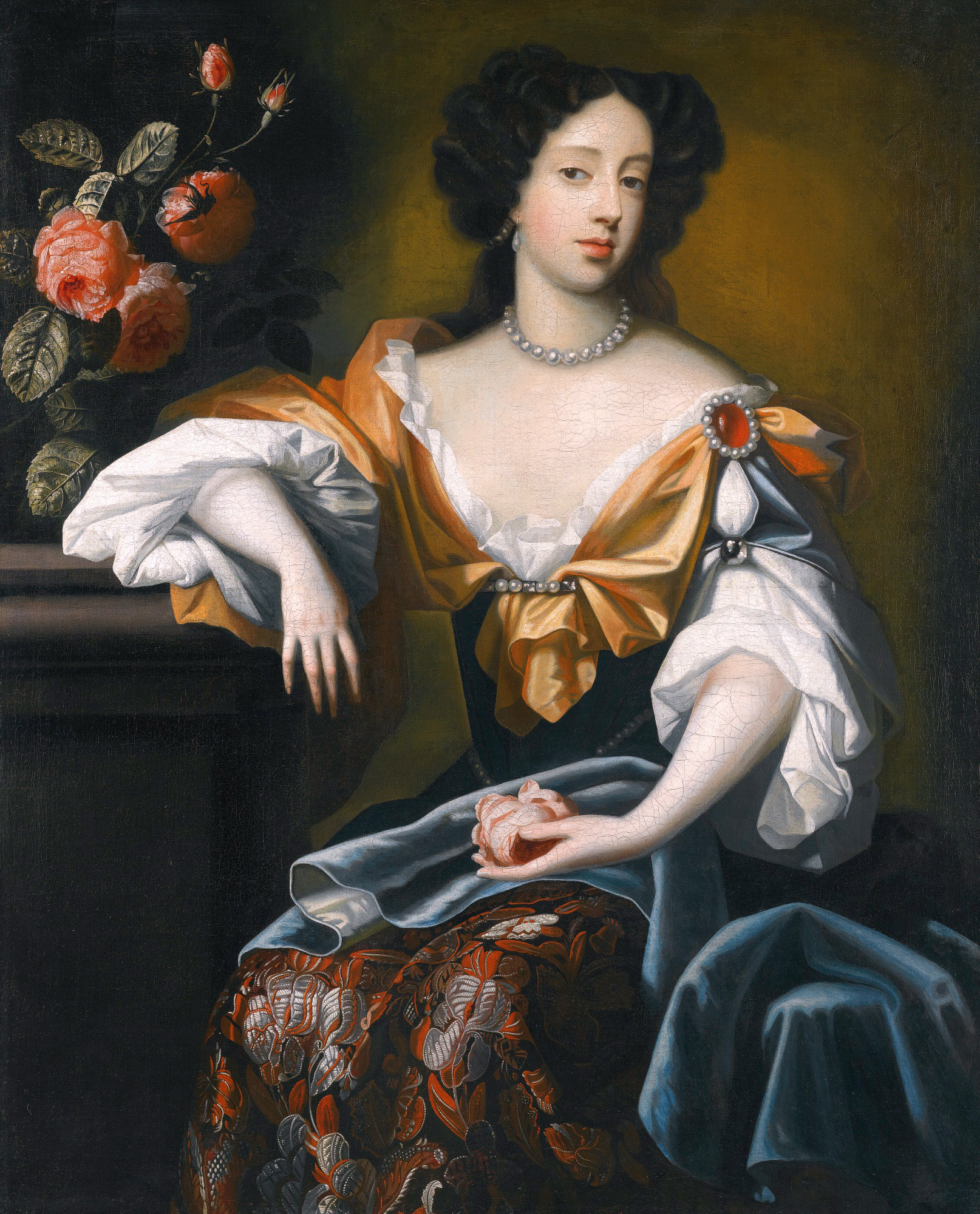
2番目の妃メアリー・オブ・モデナ。北イタリアのモデナ公国出身で、敬虔なカトリック信徒だった。彼女が王子ジェームズ・フランシス・エドワードを産んだことが引き金となり名誉革命が起きた。

### カトリック信仰
17世紀のイングランドにおいて、王がカトリックを信仰することは、イングランド固有の法と伝統の破壊者、そして絶対王政を布く暴君といった烙印を押されることを意味した。元々イングランド人はカトリックを好んでいなかったが、ルイ14世のカトリック寄りの政策は、カトリックが王につくと議会・法を無視して絶対王政に走るという偏見を助長した。ジェームズがカトリックを信仰したことは当時のイングランドにとって由々しき問題であった。
ヨーク公ジェームズがカトリック信仰になったのは1668年から1669年、35歳前後のころと考えられている。このことはしばらく伏せられていたが、ジェームズの信仰に対する疑惑は次第に広がり、特に宮廷にカトリックの影響が及ぶことを懸念する声が高まった。反カトリック感情に押されて議会は1673年改正審査法を成立させ、文官・武官の役職につく者に以下の手続きを求めた。
1. 化体説を否認すること。(化体説とはカトリックの教理のひとつで、ぶどう酒とパンがキリストの血と体になるとするもの。)
2. 宣誓においてカトリック教会を「迷信深く怠惰」であると明言すること。
3. イングランド国教会の聖餐を受けること。

ジェームズは海軍総司令官の職を続けるにあたって、これらの手続きを求められ、拒絶して職を辞した。これによってジェームズのカトリック信仰は公然の秘密となった。
兄であり王であったチャールズ2世はジェームズの転向に反対し、ジェームズの子らをプロテスタントとして育てるように命じた。しかし一方で1673年、先妻を亡くしたジェームズ（当時40歳）の再婚相手にカトリックのメアリー・オブ・モデナを選ぶことを許した。イングランドの人々の間で、この新しいヨーク公夫人はローマ教皇の手先ではないかという噂が立った。
1677年（ジェームズ44歳）、ジェームズは長女のメアリー（後のメアリー2世）をプロテスタントの甥オラニエ公ウィレム3世（後のウィリアム3世）に娶せたが、これは国内の反カトリック圧力を受けてのことであった。こうした妥協にもかかわらず、チャールズ2世妃キャサリンが流産してジェームズの王位継承が現実味を帯びてくると、カトリックへの敵意は収まらなかった。1678年には陰謀の捏造騒ぎ（カトリック陰謀事件）がおこり、ロンドンは反カトリックの集団ヒステリー状態に陥った。議会ではジェームズの王位継承を阻もうとする王位排除法案が3度にわたって提出され上下両院で紛糾したが、チャールズ2世の機転でこの法案は廃案となった。

### スコットランド統治
チャールズ2世はジェームズを守るため、このヒステリーが鎮まるまで1679年にネーデルラントのブリュッセルに逃れさせた。更に騒ぎの伝播していないスコットランドに移し、そこでローダーデイル公ジョン・メイトランドに代えて国王名代の地位に据えた。ジェームズはスコットランドで王位継承の根回しを進めるとともに、スコットランドでのジェームズの人気を確保した。一方で宗教弾圧も決行、長老派教会のカヴェナンターを弾圧している（殺戮時代）。
排除法案などを提出したのは元閣僚で反カトリック・反ジェームズの中心的人物であるシャフツベリ伯爵アントニー・アシュリー＝クーパーである。彼ら急進派（後にホイッグと呼ばれる）は、カトリック陰謀事件の熱もおさまって政治的攻勢をかけられなくなり、合法的な手段でジェームズの王位継承を阻止することが不可能と判断した。この当時、カトリックではあっても血筋正しいジェームズが王であるべきだという保守派（後にトーリーと呼ばれ、ホイッグと並び二大政党制の基礎となる）も少なからず存在した。
排除法案に対抗してチャールズ2世は2度にわたり議会を解散し、その後チャールズ2世の治世に議会が召集されることはなかった。こうした状況で急進派が打った手段がライハウス陰謀事件（1683年）で、チャールズ2世とジェームズ兄弟を一挙に暗殺する計画を立てた。この暗殺計画は未遂のうちに露見しホイッグの指導者層は処刑、シャフツベリ伯は1682年に別の陰謀発覚でネーデルラントに亡命し翌1683年に死去、一方のジェームズは1682年に帰国、1684年に海軍総司令官に復職した。

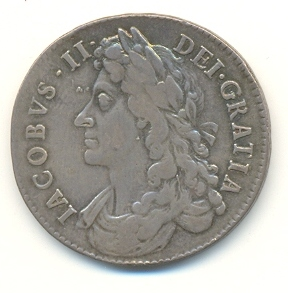
1/2クラウン（1/8ポンド）貨。ジェームズ即位を記念して1686年鋳造された。刻印にIACOBUS II DEI GRATIA（James II by the Grace of God）の文字が読みとれる

### 国王ジェームズ7世および2世
チャールズ2世は1685年、死の床でカトリックに転向した後、公式な次代国王を決めずに死去した。王位は当時51歳のジェームズに渡り、ウェストミンスター宮殿で4月23日戴冠式が行われ、イングランドとアイルランドの王ジェームズ2世、スコットランド王ジェームズ7世が誕生した。当初はジェームズ2世の即位にはっきりと反対の態度をとる者はほとんどいなかった。5月に召集された議会も王室費の増加を決議するなど、ジェームズ2世に友好的な態度を見せた。
モンマスの反乱は、ジェームズ2世の即位に反対する運動であった。チャールズ2世の庶子・モンマス公ジェームズ・スコットはスコットランド貴族・アーガイル伯アーチボルド・キャンベルと結託、自分こそが王であると僭称して1685年6月20日に反乱を起こしたが、アーガイルはすぐに捕らえられ処刑、モンマスもセッジムーアの戦いでイングランド軍に敗れ、ロンドン塔で処刑された。さらなる反乱を防ぐ目的で、ジェームズ2世は大規模な常備軍の設置を検討したが、これにはカトリック絶対主義のあらわれであるとして議会の反発を招いた。常備軍の問題は結局ジェームズ2世側が折れて撤回したが、同時に議会は解散され、ジェームズ2世の治世には再度召集されることはなかった。

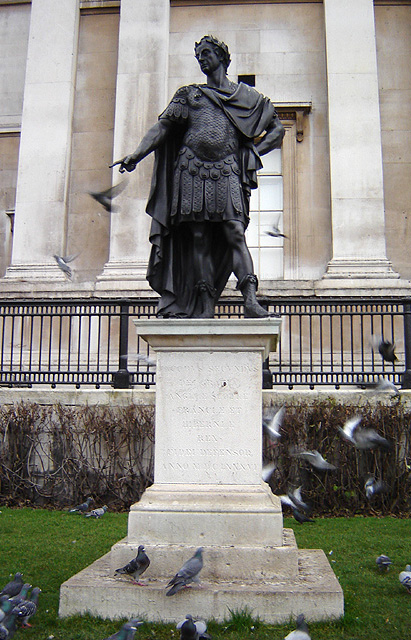
ロンドン・トラファルガー広場のジェームズ2世像。木彫師グリンリング・ギボンズの手による。公式な彫像は、この像とオックスフォード大学ユニバーシティ・カレッジの2箇所のみである

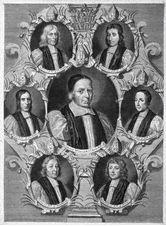
ジェームズに請願を提出した7名の主教。「Seven Bishops」として知られる

### 議会との対立

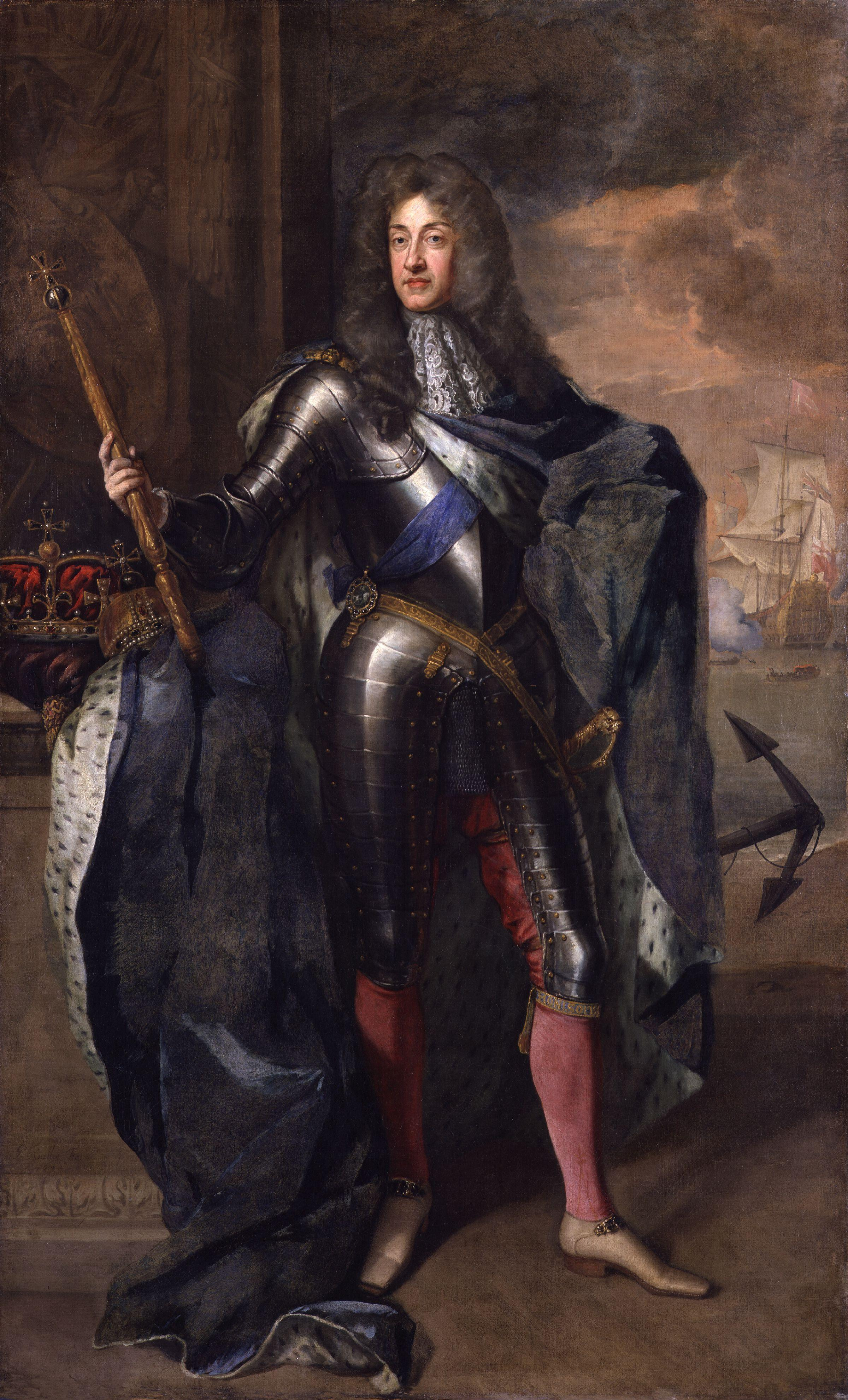
ジェームズ2世

宗教問題による緊張は1686年、あるフランス外交官から、王は揺るぎない支配体制を築くべきであると進言されたことに端を発する。この問題を審議した王座裁判所は、王は審査法による宗教的制限を受けないという決定を下した。ジェームズ2世はこの決定を根拠に、カトリック信徒が高位公職につくことを許し、ローマ教皇大使フェルディナンド・ダッダを宮廷に招き入れ、イエズス会士エドワルド・ペトレを自らの聴罪司祭に据えた。こうしたことはメアリー1世時代（1553年 - 1558年）以来なかったことで、プロテスタント支配層の怒りを買い、ジェームズ2世の支持層であったトーリーとの溝を深めることになった。
次にジェームズ2世はロンドン主教で反カトリックの急先鋒の一人ヘンリー・コンプトンをはじめ、要職にあった国教会信仰の者を免職しはじめた。1687年1月には義弟でアイルランド総督のクラレンドン伯ヘンリー・ハイド・大蔵卿のロチェスター伯ローレンス・ハイド兄弟を罷免して4月に信仰自由宣言を発し、カトリック及び非国教会プロテスタントへの制限・処罰を停止した。更にオックスフォード大学クライストチャーチおよびユニバーシティ・カレッジでも国教会信徒からカトリックへ要職・研究者職のすげ替えが行われ、これが議会を刺激した。7月には議会を解散、10月から11月にかけて各州の統監と治安判事に、次の選挙に親カトリックを支持するかどうかの質問状を送り、反対派を更迭、自治都市への介入も進めていった。
これらの親カトリック政策、および非国教会信徒への規制緩和政策は、支配者層の大部分であった国教会信徒との軋轢を生んでいったが、一方で優遇されるカトリックの側にとっても手放しで喜べることではなかった。広い支持のない政策によって優遇されたカトリック聖職者らは、ジェームズ2世亡き後は再び強い敵意の中に放り出されるのではないかという不安を持ち始めていた。いまやジェームズ2世の支持基盤は、ごく少数の腹心たちだけであった。

### 名誉革命
イングランド反カトリックの我慢の糸が切れたのは1688年の4月、再び信仰自由宣言を発して国教会礼拝で宣言を読み上げるようにという命令が下された時であった。カンタベリー大主教ウィリアム・サンクロフトら7名の主教は連名で請願を提出し、宗教政策の再考をジェームズ2世に迫ったが、ジェームズ2世は主教らを騒乱罪の名目で逮捕することで応じた。更に6月、ジェームズ2世に長子ジェームズ・フランシス・エドワード（ジェームズ老僭王）が生まれてカトリック政権が続くであろうことが明白となった。
ジェームズ2世の支持基盤であったトーリーは鼻白み、かわってホイッグ急進派が次第に勢いを盛り返しつつあり、急進派の幾人かが密かにオランダのオラニエ公ウィレム3世と連絡をとり始めていた。ウィレム3世はジェームズ2世の甥で、娘メアリーの婿でもあった。急進派の間ではカトリック絶対主義の強国フランスの専制君主ルイ14世と戦うプロテスタントの英雄と目されており、イングランド王位を引き継がせるには絶好の相手であった。一方ウィレム3世の側でも、オランダの国力のみでフランスと戦うのは心細く、戦略上イングランドを味方に引き入れることが望ましいと考えていた。
両者の利害は一致し、6月30日、後にイモータル・セブンとよばれる7人のプロテスタント貴族（シュルーズベリー伯チャールズ・タルボット、デヴォンシャー伯ウィリアム・キャヴェンディッシュ、ダンビー伯トマス・オズボーン、ラムリー男爵リチャード・ラムリー、ロンドン主教ヘンリー・コンプトン、エドワード・ラッセル、ヘンリー・シドニー）がウィレム3世に招聘状を送り、正式にイングランドに王として来てほしいと要請した。
9月にはウィレム3世が攻めてくることが明白になり、フランスのルイ14世はジェームズ2世に援軍を申し出た。ジェームズ2世はこれを断って自前の軍を召集しようとしたが、ジェームズ2世の命令を聞く部下や軍隊はほとんどいなかった。11月5日にウィレム3世がアルマダの海戦（1588年、対スペイン）を凌ぐ5万の軍勢を従えて何の抵抗も受けずに上陸、側近のジョン・チャーチル（後のマールバラ公）とサラ・ジェニングス夫妻らほとんどのイングランド貴族がウィレム3世に寝返り、次女アンとジョージの夫妻が彼らの手引きでオランダ軍に投降するに至り、ジェームズ2世は自らの敗北を悟って国璽をテムズ川に投げ捨て、逃亡を図った。ケントで一旦は捕えられたが解放され、フランスに再亡命した。この時、ジェームズ2世は55歳に達していた。
一方、歓呼のもとロンドンに迎えられたウィレム3世は、議会が解散中であったため仮議会を召集し、国王即位の承認を受けた。ここにイングランドはウィリアム3世・メアリー2世による共同統治が始まった（「ウィリアムとメアリー」）。

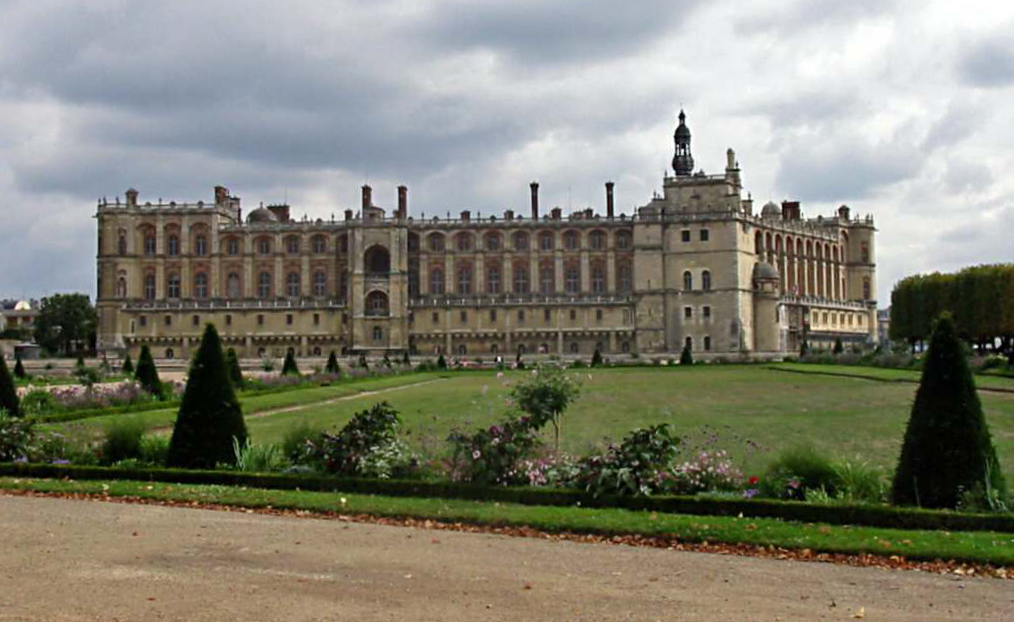
ジェームズが晩年を過ごしたサン＝ジェルマン＝アン＝レー城

### ジャコバイトの王として
フランスに逃れたジェームズ2世は捲土重来を図って1689年3月、フランス軍を伴ってアイルランドに上陸した。スコットランドでは親ジェームズ2世のダンディー子爵ジョン・グラハムが反乱を起こして戦死したが、アイルランドではジャコバイトのティアコネル伯リチャード・タルボットとパトリック・サースフィールドらがジェームズ2世に協力、アイルランド議会はウェストミンスターの決定に従わず、ジェームズ2世が王であることを確認し、「信仰の自由に関する法」を成立させた。かくしてジェームズ2世＝カトリック勢力とウィリアム3世＝プロテスタント勢力の戦い（ウィリアマイト戦争）が始まったが、ボイン川の戦いで敗れたジェームズ2世は敗残の味方たちを置き去りにしてフランスに逃れた。捨てられた側の兵士たちから不満が噴出し「くそったれのジェームズ（Séamus á Chaca、"James the Shit"）」というニックネームがつけられた。
アイルランドは1691年までにイングランド軍に平定され、スコットランドの反乱も鎮圧され、名誉革命政権は足場を固めた。大陸で起こった大同盟戦争でイングランド・オランダ同盟軍を率いるウィリアム3世と戦っていたルイ14世もジェームズ2世の支援を行おうとしたが、1692年のバルフルール岬とラ・オーグの海戦でフランス海軍が壊滅、イングランド遠征は失敗に終わった。
戦後、ジェームズ2世はフランスのサン＝ジェルマン＝アン＝レー城に住むことを許され、1696年には王位奪還を狙ってウィリアム3世暗殺計画を立てたが失敗に終わった。ルイ14世はジェームズ2世にポーランド王位を用意したが、これを受諾することはイングランド王位を諦めることを意味すると考えたジェームズ2世は辞退し、ルイ14世との関係も冷えていった。以後、ジェームズ2世は禁欲的な告解者として生活し、1701年9月16日に脳出血で死亡した。67歳であった。遺体はサン＝ジェルマン＝アン＝レーに埋葬されている。

### 遺したもの
次女アンはプロテスタント信仰で、1702年のウィリアム3世の死後に王位を継いだ（メアリー2世は1694年に死去）。1701年に制定された王位継承法は、アン亡き後にジェームズ老僭王（カトリック信仰、ジャコバイトの王）が王位を継ぐのを防ぐための法だった。これによってジェームズ老僭王は王位継承権を失い、代わってプロテスタントでジェームズ1世の女系の曾孫のハノーファー選帝侯ゲオルク・ルートヴィヒ（ジョージ1世）が迎えられてハノーヴァー朝が成立することになった。
ジャコバイトの間ではジェームズ8世及び3世として知られるジェームズ老僭王は、たびたびジャコバイト運動を起こした。特に大規模だったのは、スコットランドで起こした1715年の反乱である。王位がステュアート朝からハノーヴァー朝に移り、情勢が不安定になったのを見て軍を起こしたが、結局鎮圧された。ジェームズ老僭王の息子チャールズ・エドワード（チャールズ3世、チャールズ若僭王）は、1745年のジャコバイト反乱を主導してイングランドを震撼させたが、スコットランドの反乱軍との連絡の不備もあってカロドン・ミュアの戦いで鎮圧された。若僭王の弟ヘンリー・ベネディクトは枢機卿となった。ジェームズの嫡系の子孫はヘンリー・ベネディクトが最後で、ヘンリーの死後は王位を主張しなくなった。現在に伝わる推定相続者はバイエルン公フランツで、ジャコバイトの間では「フランシス2世」と呼ばれている。
一方、ジェームズ2世はアラベラ・チャーチル（サー・ウィンストン・チャーチルの娘でマールバラ公ジョン・チャーチルの姉）との間に庶子ヘンリエッタを残しており、その家系はスペンサー伯爵家と婚姻を行いダイアナ元妃に至る(ジェームズ2世→(女子)→(男子)→(男子)→(女子)→(男子)→(女子)→(スペンサー伯爵))ことになった。そして1981年のダイアナとチャールズ3世の結婚、翌年のウィリアム王子の誕生により294年振りにジェームズ2世の血筋はイギリス王室に甦った。もう1人の庶子でヘンリエッタの弟ジェームズ・フィッツジェームズもフランスに帰化して、子孫はスペイン貴族とフランス貴族に叙爵、アルバ公位を受け継ぎ、現在に至る。

## 子女
最初の妃アン・ハイドとの間に8人の子を儲けたが、2人の娘を除いて夭折した。
1. チャールズ（1660年 - 1661年） - ケンブリッジ公
2. メアリー2世（1662年 - 1694年） - イングランド・スコットランド・アイルランド女王、オランダ総督ウィリアム3世と結婚
3. ジェームズ（1663年 - 1667年） - ケンブリッジ公
4. アン（1665年 - 1714年） - イングランド・スコットランド・アイルランド女王、のち初代グレートブリテン女王、デンマーク・ノルウェー王子ジョージと結婚
5. チャールズ（1666年 - 1667年） - ケンダル公
6. エドガー（1667年 - 1671年） - ケンブリッジ公
7. ヘンリエッタ（1669年）
8. キャサリン（1671年）

2番目の妃メアリー・オブ・モデナとの間に7人の子を儲けたが、2人の子を除いて夭折した。
1. キャサリン・ローラ（1675年 - 1676年）
2. イザベラ（1676年 - 1681年）
3. チャールズ（1677年） - ケンブリッジ公
4. エリザベス（1678年）
5. シャーロット・メアリー（1682年）
6. ジェームズ・フランシス・エドワード（1688年 - 1766年） - イングランド王位僭称者、「老僭王」
7. ルイーザ・マリア・テレーザ（1692年 - 1712年）

愛妾アラベラ・チャーチルとの間に4人の子を儲けた。
1. ヘンリエッタ・フィッツジェームズ（1667年 - 1730年） - 初代ウォルドグレイヴ男爵ヘンリー・ウォルドグレイヴと結婚、第3代ガルモイ子爵ピアース・バトラーと再婚
2. ジェームズ・フィッツジェームズ（1670年 - 1734年） - ベリック公
3. ヘンリー・フィッツジェームズ（1673年 - 1702年） - アルベマール公
4. アラベラ・フィッツジェームズ（1674年 - 1704年） - 修道女

愛妾キャサリン・シードリーとの間に3人の子を儲けたが、1人を残して夭折した。
1. キャサリン・ダーンリー（1681年 - 1743年） - 第3代アングルシー伯爵ジェームズ・アンズリーと結婚、初代バッキンガム＝ノーマンビー公爵ジョン・シェフィールドと再婚
2. ジェームズ・ダーンリー（1684年 - 1685年）
3. チャールズ・ダーンリー（生没年不詳） - 夭折

## 人物像

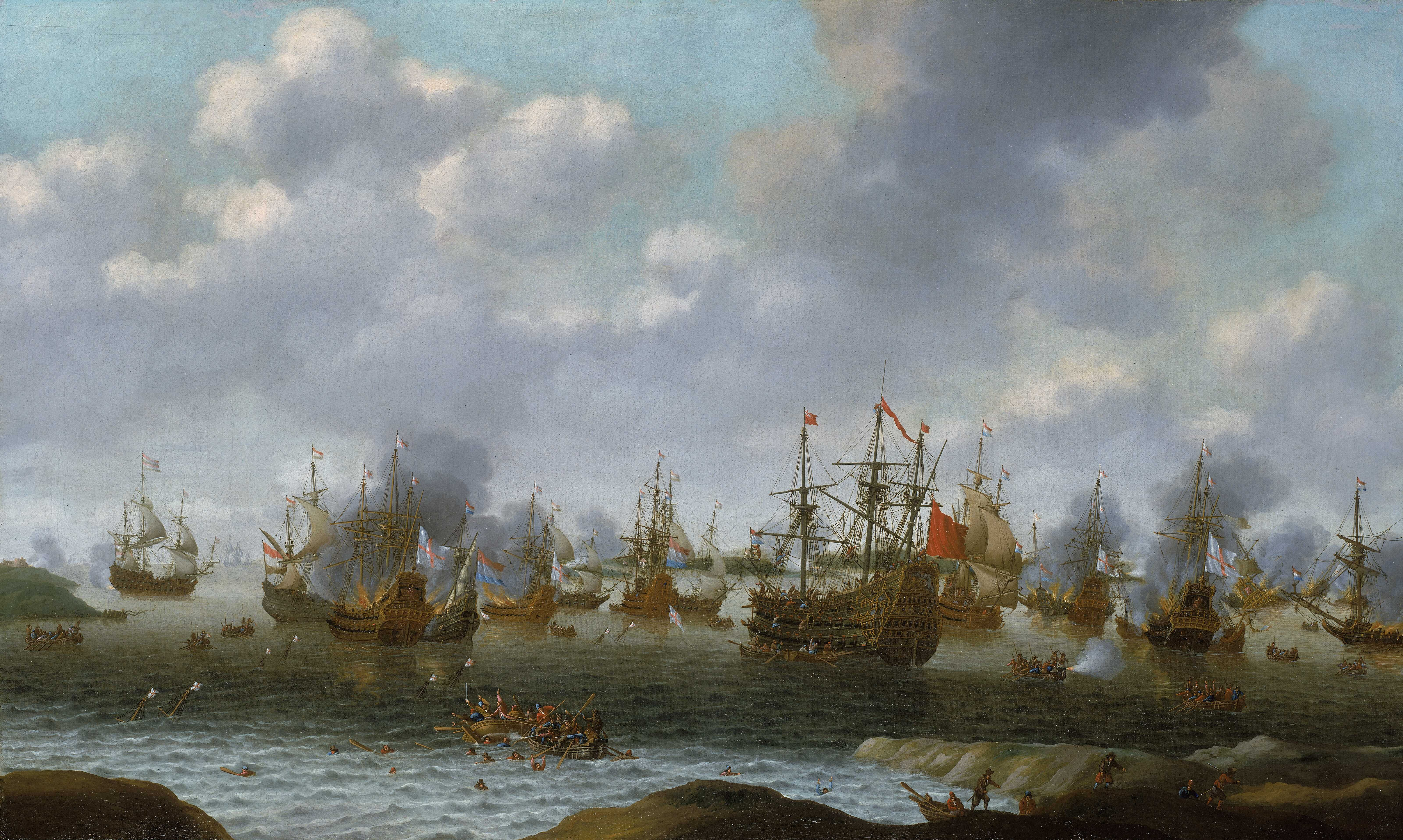
第2次英蘭戦争で奇襲を受けるイングランド軍艦。海軍総司令官の職にあったジェームズは、対オランダ主戦論者の中心的存在でもあった

ジェームズは、国王は断固たる強い姿勢を維持しなければならないと考えていた。これは優柔不断から妥協や追従を繰り返し、ついには腹心ストラフォード伯の処刑に署名してしまった父チャールズ1世の教訓があった。実際、兄チャールズ2世に、安易な妥協をしないようたびたび進言している。しかし一方で、自身が安易な妥協を見せることもあった。政治家として時には譲歩しなければならないと感じたゆえのことであったが、これによって原則を強調しながらも大衆受けを狙う行動を時折見せた。信仰自由宣言によって非国教会信徒に官職の門戸を開こうとしたのも、こうした下地があった。
ジェームズはまた、人物を敵味方の二分法で分けがちなところがあった。ジェームズにとって、自分の意見を是とする者は信頼に足る者であり、諌言を行う者は敵であった。これは亡命中、イングランド内戦の情報を国王派に偏った者から得ていたためでもある。国王派からみれば、チャールズ1世は正当な主張に則った行動をしており、野心的なイングランドの議会派ジェントリが民衆の間に広がっていた不満を利用して国を混乱に陥れた、と映っていた。側近らはそのままジェームズに伝え、他に情報のチャンネルがないジェームズは、これを鵜呑みにせざるを得なかった。結果、議員・政治家を疑ってかかるようになり、敵と判断した者を排除しようとした。

## 系譜
| ジェームズ2世 | 父: チャールズ1世 (イングランド王) | 祖父: ジェームズ1世 (イングランド王) ジェームズ6世 (スコットランド王) | 曽祖父: ヘンリー・ステュアート[1]        |
| ジェームズ2世 | 父: チャールズ1世 (イングランド王) | 祖父: ジェームズ1世 (イングランド王) ジェームズ6世 (スコットランド王) | 曽祖母: メアリー (スコットランド女王)[2] |
| ジェームズ2世 | 父: チャールズ1世 (イングランド王) | 祖母: アン・オブ・デンマーク                                          | 曽祖父: フレゼリク2世 (デンマーク王)     |
| ジェームズ2世 | 父: チャールズ1世 (イングランド王) | 祖母: アン・オブ・デンマーク                                          | 曽祖母: メクレンブルク公女ゾフィ―        |
| ジェームズ2世 | 母: ヘンリエッタ・マリア           | 祖父: アンリ4世 (フランス王)                                          | 曽祖父: アントワーヌ (ヴァンドーム公)    |
| ジェームズ2世 | 母: ヘンリエッタ・マリア           | 祖父: アンリ4世 (フランス王)                                          | 曽祖母: フアナ3世 (ナバラ女王)[3]        |
| ジェームズ2世 | 母: ヘンリエッタ・マリア           | 祖母: マリー・ド・メディシス                                          | 曽祖父: フランチェスコ1世・デ・メディチ  |
| ジェームズ2世 | 母: ヘンリエッタ・マリア           | 祖母: マリー・ド・メディシス                                          | 曽祖母: ジョヴァンナ・ダズブルゴ         |

- [1]と[2]はテューダー朝初代イングランド王ヘンリー7世の王女マーガレット・テューダーを祖母とする従兄妹同士。この血統に基づき、[3]がステュアート朝初代イングランド王となり、スコットランドとの同君連合が成立した。
- [3]は、エンリケ2世（仏：アンリ・ダルブレ）の娘。フランス名：ジャンヌ・ダルブレとして知られる。
- [4]は、神聖ローマ皇帝フェルディナント1世の娘。

## 歴史的評価

### 悪役としての250年
長い間、名誉革命はイングランド史上最大の「偉業」であり、これをもたらしたウィリアム3世は信仰の自由と法（コモン・ロー）および伝統を守った英雄として描かれた。相対的にジェームズ2世の評価は低く、「カトリック絶対王政を布こうとした専制君主」という歴史上の悪役であった。このような歴史観は名誉革命直後からイングランド人の間で主流であり、フランス革命の影響もあってむしろ強化された。ウィリアム3世＝英雄・ジェームズ2世＝敵役というホイッグ史観は20世紀中盤まで、ほとんど批判を受けずに継承されてきた。ジェームズに関する伝記で最初のものは1948年、史家フランシス・ターナーによるものである。これは入念に調べ上げられているが、ほぼホイッグ史観の路線を踏襲した否定的見解に基づく伝記であった。

### 修正主義とミラーの伝記
1970年代に起こった歴史修正主義の隆盛は、歴史学を物語から学問に押し上げようとする動きでもあった。修正主義は、歴史の物語性や因果律を批判的に検討し、進歩史観の否定や歴史的偶発性の指摘を行った。その流れの中で、名誉革命研究も新たな展開を見せることになった。次第にウィリアム3世の戦略的利己心やホイッグ急進派の実態などが明らかにされ、名誉革命は歴史的偉業から単なる宮廷クーデターに格下げされた。ジェームズ2世については「カトリック絶対王政を目指した専制君主」という像が真実だとすれば、カトリック陰謀事件などの騒動やジェームズ2世が国王に即位できた理由が説明できなくなる点などが指摘された。ジェームズ2世を支持した層が存在したことが明らかになり、歴史的悪役の枠内では捉えきれなくなりつつあった。そうした潮流のなかでジョン・ミラーが著した「James II」（初版1978年）は、現在もっとも評価の高い伝記である。
ミラーは、ジェームズ2世は絶対王政に憧れている面があったものの、それを実現する計画も努力もほとんどなく、むしろイングランドで信仰の自由──カトリックも含めて──を実現しようとしたにすぎない、と指摘した。

### 論争
ミラーの伝記は従来のジェームズ2世観からすれば革命的な変化であり、ネオ＝ホイッグとよばれる保守的な歴史家から批判が集中した。同様に伝記を出版したウィリアム・スペックは、ミラーの指摘を「まったく信用に値しない（ultimately unconvincing）」とこき下ろし、一方ミラーも「ビル・スペックは300年前と同じようなことをいまだに主張している」と応じている。ことジェームズ2世の評価に関する限り、ミラーの研究のほうが比較的広く受け入れられているが、ジェームズ2世の宗教観や政治思想などを詳細かつ広範にカバーした研究が望まれている。
日本のイギリス史研究でもミラーやスペックらの研究が受け入れられているが、ジェームズ2世についての新しい日本語文献はほとんど存在しない。これは日本の17～18世紀イギリス研究が、浜林正夫による名誉革命に関する著作が出て以降、経済史・社会史・民衆史およびイギリス帝国研究などに重点が移ってきていること、国王といえども個人の伝記は日本語訳されることがほとんどなかったこと、および英語で出版されたものを読めば足りるとされてきたこと、などの理由による。研究界の外では旧来のジェームズ2世＝専制君主という構図が根強く残り、世界史の教科書などではホイッグ史観に基づく悪役像が反映されている。